# Prades (Spanyolország)
Prades egy község Spanyolországban, Tarragona tartományban. Prades Vallclara, Mont-ral, Vimbodí, Vilanova de Prades, Capafonts, La Febró és Cornudella de Montsant községekkel határos. Lakosainak száma 665 fő (2024).

## Népesség
A település népessége az elmúlt években az alábbi módon változott:
| Lakosok száma | 397  | 1086 | 803  | 583  | 546  | 591  | 676  | 626  | 589  | 665  |
|               | 1717 | 1887 | 1936 | 1960 | 1986 | 2004 | 2009 | 2014 | 2019 | 2024 |